# Mieczysław Kordzik

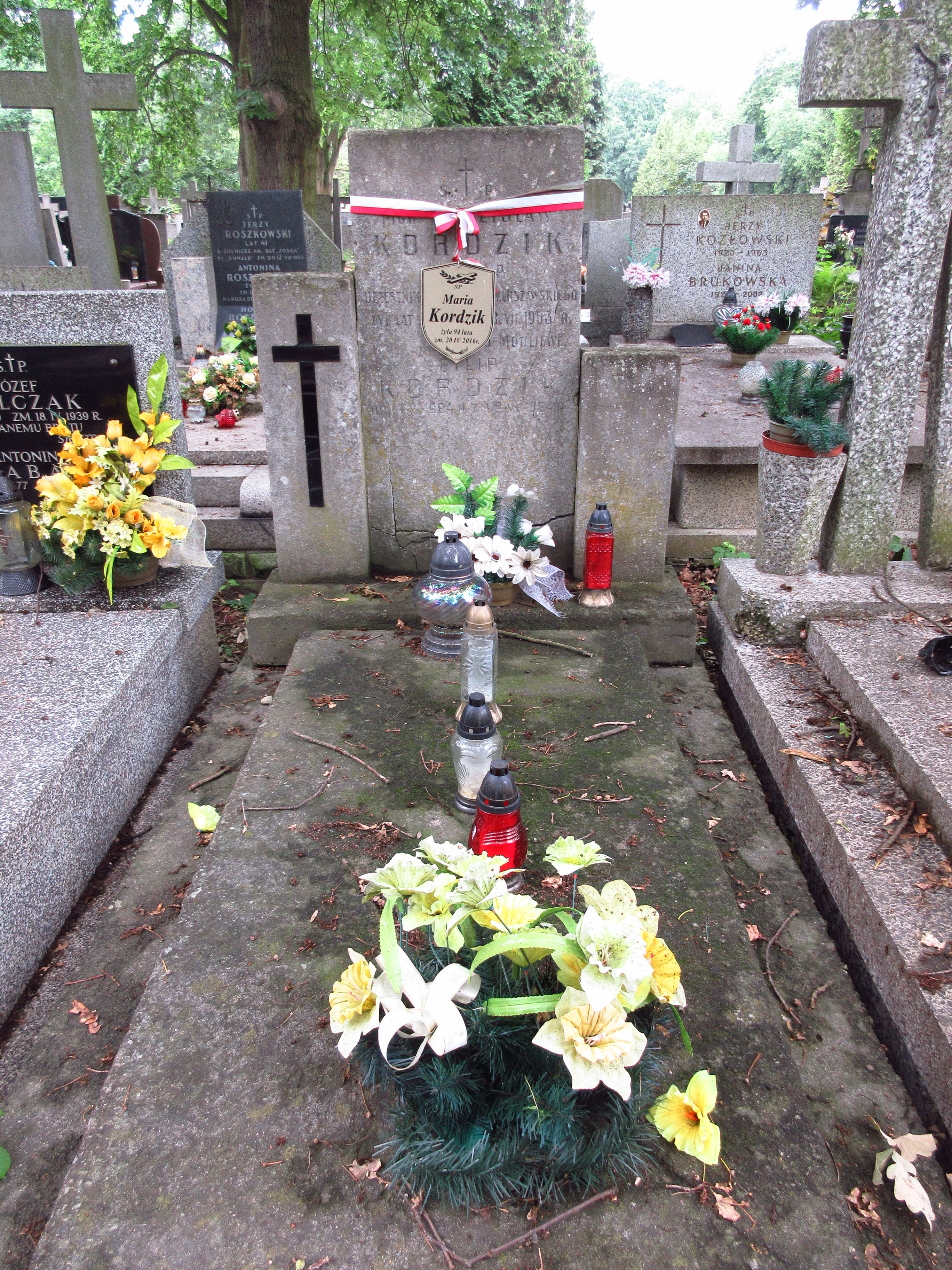
Grób majora Kordzika oraz jego syna Stanisława i synowej Marii z Kameckich

Mieczysław Antoni Kordzik, ps. Mieczysław Bogucki (ur. 1 stycznia 1888 w Cieszanowie, zm. 18 lipca 1963 w Warszawie) – major intendent z wyższymi studiami wojskowymi magister Wojska Polskiego.

## Życiorys
Urodził się 1 stycznia 1888 w Cieszanowie, ówczesnym mieście powiatowym Królestwa Galicji i Lodomerii, w rodzinie Antoniego i Julii z Boguckich. Był bratem Henryka Witolda (ur. 1892), przemysłowca, oficera Legionów Polskich i Wojska Polskiego.
1 czerwca 1921 pełnił służbę w Fabryce Protez we Lwowie, a jego oddziałem macierzystym był wówczas 40 pułk piechoty. 3 maja 1922 został zweryfikowany w stopniu kapitana ze starszeństwem z dniem 1 czerwca 1919 i 113. lokatą w korpusie oficerów administracji, dział gospodarczy. W tym samym roku został przydzielony z Okręgowego Zakładu Gospodarczego Nr I w Warszawie do Wyższej Szkoły Intendentury w Warszawie, w charakterze słuchacza dwuletniego kursu 1922/24. W październiku 1924, po ukończeniu kursu, został przydzielony do Szefostwa Intendentury Okręgu Korpusu Nr I (później 1 Okręgowe Szefostwo Intendentury) w Warszawie na stanowisko referenta. Z dniem 16 kwietnia 1925 został przeniesiony z korpusu oficerów administracji (dział gospodarczy) do korpusu oficerów intendentów w stopniu kapitana ze starszeństwem z dniem 1 czerwca 1919 i 5,4 lokatą, z równoczesnym przeniesieniem do kadry oficerów służby intendentury i pozostawieniem na dotychczasowym stanowisku. 3 maja 1926 awansował na majora ze starszeństwem z dniem 1 lipca 1925 i 12. lokatą w korpusie oficerów intendentów. W 1928 pozostawał w kadrze oficerów intendentury z przydziałem do Rejonowego Kierownictwa Intendentury Warszawa na stanowisko zastępcy kierownika. Z dniem 27 listopada 1931 został przeniesiony z Kierownictwa Administracji Pieniężnej rejonu Warszawa III do Kierownictwa Administracji Pieniężnej w siedzibie Dowództwa Okręgu Korpusu Nr I w Warszawie na stanowisko kierownika. Z dniem 30 września 1934 został przeniesiony w stan spoczynku. Mieszkał w Warszawie przy ul. Jagiellońskiej 52.
Do 22 września 1937 posiadał tytuł „dyplomowany”. Do końca lat 30. był członkiem zarządu głównego Związku Sybiraków.
Podczas kampanii wrześniowej 1939 walczył w obronie Warszawy, a w czasie okupacji – w szeregach Armii Krajowej. W powstaniu warszawskim pełnił służbę w grupie eksploatacyjno-rekwizycyjnej Kwatermistrzostwa Komendy Okręgu Warszawa AK.
Po wojnie był wicedyrektorem departamentu w Ministerstwie Komunikacji. Zmarł 18 lipca 1963 w Warszawie. Dwa dni później został pochowany na Cmentarzu Bródnowskim (kwatera 2N, rząd 5, miejsce 7).
Był żonaty z Jadwigą z Różańskich, z którą miał córkę Janinę (1920–1978) i syna Stanisława, ps. Mazur (1923–1986), podporucznika. Stanisław Kordzik był żonaty z Marią z Kameckich, ps. Jola (1922–2016), łączniczką i sanitariuszką. Oboje byli żołnierzami Armii Krajowej i uczestnikami powstania warszawskiego.

## Ordery i odznaczenia
- Krzyż Niepodległości – 3 maja 1932 „za pracę w dziele odzyskania niepodległości”[19][1][20]
- Krzyż Walecznych[15]
- Złoty Krzyż Zasługi (dwukrotnie: 10 listopada 1928[21], 1938[22])